# John Osborn
Pour les articles homonymes, voir Osborn et John Osborn (homonymie).
Cet article possède un paronyme, voir John Osborne.
John Osborn, né le 16 mai 1972 à Sioux (Iowa), est un ténor lyrique américain, spécialisé dans le répertoire du bel canto (Rossini, Bellini et Donizetti), et le répertoire du grand opéra français.

## Biographie et carrière

### Débuts
John Osborn a fait ses études au Simpson College où il obtient un diplôme d'interprétation vocale et étudie avec la mezzo-soprano Anne Larson.
Ses débuts sur scène se font en juillet 1993 où il tient à l'opéra de Des Moines, le petit rôle du « second invité » dans The Saint of Bleecker Street de Gian Carlo Menotti. En 1994 il remporte les Metropolitan Opera National Council Auditions, récompense qui attire l'attention sur le jeune ténor et lui permet de venir s'installer à New York à l'automne 1994, membre invité du Metropolitan Opera Young Artist Development Program, ce qui lui permet de participer aux masterclass d'artistes tels que Hermann Prey, Régine Crespin, Carlo Bergonzi, Sherill Milnes, Ileana Cortrubas.
En 1996, il obtient le premier prix au concours Placido Domingo, futur Operalia, qui se tient à Bordeaux cette année-là. Ce sont également ses débuts dans le rôle de l'un des Juifs dans Salomé au Metropolitan Opera en mars 1996 puis celui de Sergio dans Fedora, dont les rôles principaux sont alors tenus par Placido Domingo et Mirella Freni. L'année suivante ll fait ses débuts en Europe, à l'opéra de Cologne, dans le rôle de Fenton dans Falstaff sous la direction de James Conlon. Après un dernier petit rôle, celui de Maintrop, au Metropolitan Opera dans Billy Budd, John Osborn est engagé en comte Amalviva dans le Barbier de Séville en juin 1998 et en juin 2002 puis en Don Ottavio dans Don Giovanni en octobre 2000. Il va développer alors sa carrière tout à la fois dans les œuvres de bel canto, Rossini, Donizetti, Bellini, et dans le Grand Opéra français.

### Carrière internationale

#### Almaviva, Ramiro et Otello (de Rossini)
Si son comte Almaviva à l'opéra de San Francisco en 2006 n'est pas immédiatement convaincant pour le critique de ResMusica, John Osborn va peu à peu se faire un nom sur le territoire des ténors belcantistes et celui des grands interprètes de l'opéra français du XIXe siècle. Il fait ses débuts à l'opéra de Paris en Ramiro dans la Cenerentola de Rossini en 2003 tandis que sa carrière dans le bel canto italien continue, avec le comte Almaviva qu'il chante un peu partout et notamment à Lausanne en 2009 où il offre au public le fameux air « Cessa di piu resistere », rarement exécuté sur scène du fait de sa longueur. Il aborde l'Otello de Rossini, dans son rôle-titre, lors d'une tournée de l'orchestre de l'opéra de Lyon sous la direction d'Evelino Pido, d'abord en 2010 à Lausanne puis à Paris, au théâtre des Champs-Élysées et à Lyon. Cette série de représentations en version concert est alors à plusieurs reprises désignée comme un retour de la Rossini Renaissance, ce mouvement des années 1980 qui conduisit à une explosion des représentations des opéras de Rossini et notamment de cet Otello si longtemps éclipsé par celui de Verdi. En 2012, à l'opéra de Zurich, sous la houlette de la mezzo soprano Cecilia Bartoli qui tient le rôle de Desdemone, l'Otello de Rossini est à nouveau donné avec John Osborn dans le rôle-titre, Javier Camarena en Rodrigo et Edgardo Rocha en Iago. L'opus est mis en scène par Moshe Leiser et Patrice Caurier et un DVD est publié à la suite des représentations de Zurich. En 2014, la mise en scène est reprise au théâtre des Champs-Élysées, avec la même distribution à l'exception du rôle de Rodrigo cette fois assuré par le ténor Barry Banks.
Outre ce rôle emblématique d'Otello, John Osborn aborde celui d'Arnold dans Guillaume Tell d'abord dans le cadre de l'enregistrement d'une intégrale de l'œuvre de Rossini dans sa version française, aux côtés de Gerald Finley dans le rôle-titre, sous la direction d'Antonio Pappano, avec l'orchestre et les chœurs de l'Accademia Nazionale di Santa Cecilia à Rome, publié en 2011 chez EMI. John Osborn reprend ce rôle d'Arnold sur scène par la suite, notamment à Genève en 2015, puis au Metropolitan Opera en 2016, à Londres au Royal Opera House, dans la mise en scène de Damiano Michieletto et à nouveau sous la direction d'Antonio Pappano, en 2017 et à l'opéra de Lyon, dans la mise en scène de Tobias Kratzer en 2019. En 2015, c'est dans la version italienne Guglielmo Tell, qu'il chante Arnoldo à Carnegie Hall, sous la direction de Gianandrea Noseda, aux côtés de  Luca Salsi et Angela Meade.
Il chante à plusieurs reprises le rôle de Rodrigo dans La donna del lago , notamment au Metropolitan Opera en mars 2016, aux côtés de Juan Diego Florez et Joyce DiDonato, dont il sortira un DVD, celui d'Idreno dans Semiramide, de Goffredo dans Armida.
John Osborn aborde aussi les œuvres de Vincenzo Bellini et c'est à nouveau aux côtés de Cecilia Bartoli, que John Osborn est Pollione dans la première Norma de la mezzo soprano romaine, enregistrée en CD en 2013 chez Decca puis dans la série de représentations mise en scène par Moshe Leiser et Patrice Caurier au festival de Salzbourg de juillet 2015. De Bellini il chante également Elvino dans La Sonnambula aux côtés de Sabine Devielhe en 2016 à Paris au théâtre des Champs-Élysées. Enfin il s'est produit, en avril 2022, dans le drôle de Lord Arturo Talbot de I puritani à l'opéra de Rome sous la direction de Roberto Abbado.
Dans Donizetti il chante à plusieurs reprises Edgardo dans Lucia di Lammermoor, notamment en 2009 à la Monnaie de Bruxelles , Fernand dans la Favorite notamment en 2016 à la Fenice. Et il est également familier du rôle Tonio dans La Fille du régiment dans différentes mises en scène dont celle de Luis Ernesto Doñas, d'inspiration cubaine, en 2021 à Bergame dont il est sorti un DVD ou la toute récente production de la Fenice en 2022, rôle où comme la tradition désormais l'exige depuis les exploits de Juan Diego Florez à la Scala, il bisse l'air de Ah mes amis et ses neuf contre-ut. Il aborde également le rôle-titre de Roberto Devereux, notamment au Festival Donizetti à Bergame en novembre 2024 et y remporte un gros succès
Dans Mozart, il chante les rôles les plus belcantistes tels que Tito dans La clemenza di Tito (la clémence de Titus), comme actuellement dans la tournée des Musiciens du Prince-Monaco sous la direction de Gianluca Capuano, avec Cécilia Bartoli, qui se produit en Suisse, à Liège, au Luxembourg et à Paris.

#### Ténor du grand opéra français
Parallèlement, John Osborn se spécialise dans de nombreux rôles du grand opéra français, ceux des grands maitres italiens comme des grands compositeurs français. Outre son Fernand dans la Favorite de Donizetti et son Arnold dans Guillaume Tell de Rossini, tous deux en version française, il chante aussi Henri dans les Vêpres siciliennes de Verdi à l'Opéra de Rome en 2019 sous la direction de Daniele Gatti. Il va également devenir une référence dans les rôles principaux des opéras d'Halevy, de Meyerbeer et de Berlioz.
À l'Opéra de Paris, c'est en  2007, qu'il aborde le rôle de Leopold dans la Juive d'Halévy et ses qualités vocales sont également soulignée en Iopas dans les Troyens de Berlioz à Genève. En 2008 il chante le rôle du duc dans l'opéra très rare de Fromental Halévy, Clari, que la mezzo-soprano romaine Cecilia Bartoli a exhumé pour l'opéra de Zurich tout en tenant le rôle-titre. Il enchaine ensuite avec de nombreux rôles, celui de Léopold (la Juive) à nouveau, à l'opéra de Munich en 2016, où sa prestation est saluée  et qualifiée de « remarquable d’aisance et d’élégance » dans la critique de ResMusica, puis à Genève en septembre 2022, en Eleazar cette fois, dans le rôle principal de l'opéra d'Halevy. Il est à nouveau Eléazar dans La Juive en juin 2024 à l'Opéra de Francfort dans une mise en scène de Tatjana Gürbacas.
Il fréquente très souvent et dans plusieurs emplois, Giacomo Meyerbeer. On peut ainsi citer le rôle très complexe, qui nécessite un très important ambitus spécialité du baryténor (it), de Jean de Leyde dans le Prophète, qu'il a chanté à Toulouse en 2017 et qu'il reprend au festival d'Aix-en-Provence de l'été 2023 en version concert. Il chante également le rôle de Robert dans Robert le Diable, donné à Bordeaux sous la direction de Marc Minkowski en 2021 et qui a fait l'objet d'un enregistrement dans une version intégrale de référence sortie en septembre 2022 sous le label du Palazzetto Bru Zane. Il est également Raoul de Nangis dans les Huguenots mis en scène par Olivier Py à Bruxelles en 2011, sous la direction de Marc Minkowski et à nouveau au Grand Théâtre de Genève en mars 2022.
Il est également sollicité pour des rôles importants dans l'œuvre lyrique d'Hector Berlioz, en particulier le rôle-titre de Benvenuto Cellini dans la mise en scène de Terry Gilliam, qu'il aborde d'abord à Amsterdam en 2015, capté pour un DVD qui sort en 2018 et sera retenu pour composer une intégrale des œuvres de Berlioz publiée par Warner en 2019 puis à l'opéra de Paris Bastille en 2018. Il a également chanté Faust dans la Damnation de Faust à la Philharmonie de Paris dans une version-concert dirigé par Charles Dutoit.
Et il chante également le rôle-titre des Contes d'Hoffmann à Amsterdam en 2019, dans une mise en scène de Tobias Kratzer qui a été filmée pour un DVD.
Et c'est tout naturellement que son répertoire le conduit à enregistrer en 2017 un CD d'airs de l'opéra français en hommage au ténor Gilbert Duprez.
Toujours dans l'opéra français, il se distingue au Festival d'Aix-en-Provence, l'été 2023, en chantant successivement le rôle de Jean dans Le Prophète de Meyerbeer le 17 juillet en version concertante, sous la direction de Marc Elder, puis, le 24 juillet, en remplacement de Pene Pati, souffrant, dans le rôle de Edgard Ravenswood dans la version française de Lucie de Lammermoor de Donizetti, aux côtés de Lisette Oropesa, sous la direction de Daniele Rustioni.

### Vie privée
John Osborn est marié à la soprano Lynette Tapia qu'il a rencontrée en 1995 et avec laquelle il a partagé le premier prix du concours Operalia ainsi que celui de l’Académie des vins de Bordeaux.

## Discographie et vidéographie

### CD
- A tribute to Gilbert Duprez - John Osborn, ténor. Kaunas State Chorus. Kaunas Symphony Orchestra, direction Constantine Orbelian. 1 CD Delos. Enregistré à la Kaunas Philharmonie (Lituanie) en septembre 2016
- Guillaume Tell, Rossini, avec Gerald Finley •  John Osborn  •  Malin Byström •  Marie-Nicole Lemieux •  Orchestra* E Coro Dell'Accademia Nazionale di Santa Cecilia sous la direction d' Antonio Pappano - CD EMI Classic
- Norma, Bellini avec Cecilia Bartoli, Sumi Jo, John Osborn, Michele Pertusi, Orchestra La Scintilla, Giovanni Antonini - CD Decca 2013
- Semiramide, Rossini avec Alex Penda • Marianna Pizzolato • Lorenzo Regazzo, John Osborn• Andrea Mastroni, Camerata Bach Choir, Poznań • Virtuosi Brunensis, Antonino Fogliani - CD Naxos 2013
- Le Prophète, Meyerbeer, avec John Osborn, Lynette Tapia, Mariana Cornetti, Essener Philharmoniker sous la direction de Giulano Carella - CD OEHMS Classic - 2018.
- Robert le Diable, Meyerbeer, John Osborn, ténor (Robert) ; Nicolas Courjal, basse (Bertram) ; Nico Darmanin, ténor (Raimbaut) ; Amina Edris, soprano (Alice) ; Erin Morley, soprano (Isabelle) ; Orchestre national Bordeaux Aquitaine ; Chœur de l’Opéra national de Bordeaux, direction : Marc Minkowski. 1 livre-disque de 3 CD Bru Zane. Enregistrés entre le 20 et le 27 novembre 2021 à l’Auditorium de l’Opéra national de Bordeaux.
- Le Prophète, Meyerbeer, John Osborn, Elizabeth DeShong, Mané Galoyan, James Platt, Edwin Crossley-Mercer, Guilhem Worms, Valerio Contaldo, Maxime Melnik, David Sánchez, Hugo Santos, chœurs de l'Opéra de Lyon et Maitrise des Bouches du Rhône, London Symphony Orchestra sous la direction de Sir Mark Elder - Enregistrement en direct depuis le festival d'Aix-en-Provence, juillet 2023 -  Palazzetto Bru Zane- juillet 2024

### DVD
- Clari, Halevy, Mise en scène : Moshe Leiser & Patrice Caurier. Décors : Christian Fenouillat. Costumes : Agostino Cavalca. Lumières : Christophe Forey. Chorégraphie : Beate Vollack. Avec Cecilia Bartoli, Clari ; John Osborn, Il Duca ; Eva Liebau, Bettina/Adina ; Oliver Widmer, Germano/Il Conte ; Giuseppe Scorsin, Luca/Il Padre di Adina ; Carlos Chausson, Alberto ; Stefania Kaluza, Simonetta. Chœur de l’Opéra de Zurich (chef de chœur : Jurg Hämmerli), Orchestre La Scintilla de l’Opéra de Zurich, direction : Ádám Fischer - DVD Decca - 2008
- I puritani, Bellini, Mariola Cantarero, John Osborn, Scott Hendricks, Riccardo Zanellato, direction musicale de Giulano Carella, Opus Arte DVD 2009.

- Armida, Rossini, Mise en scène : Mary Zimmerman, avec Renée Fleming, Armida ; Lawrence Brownlee, Rinaldo ; John Osborn, Goffredo ; Yeghishee Manucharyan, Eustazio ; Peter Volpe, Idraote ; Barry Banks, Carlo, Gernando ; Kobie van Rensburg, Ubaldo ; Keith Miller, Astarotte. Orchestre du Metropolitan Opera de New York, Chorus and Ballet (chef de chœur : Donald Palumbo) direction : Riccardo Frizza. Réalisation : Gary Halorson. 2 DVD Decca- 2011
- Otello, Rossini, Mise en scène : Moshe Leiser et Patrice Caurier, avec : John Osborn, Otello ; Cecilia Bartoli, Desdemona ; Edgardo Rocha, Iago ; Javier Camarena, Rodrigo ; Peter Kálmán, Elmiro ; Liliana Nikiteanu, Emilia ; Nicola Pamio, le Doge ; Ilker Arcayürek, un gondolier. Chœur de l’Opéra de Zürich (chef de chœur : Jürg Hämmerli). Orchestra La Scintilla, direction : Muhai Tang. Réalisation: Olivier Simonnet. Enregistré en mars 2012 à l’Opéra de Zürich - DVD Decca 2013.
- La donna del lago, Rossini, Mise en scène : Paul Curran, avec Juan Diego Flórez, Giacomo V ; Joyce DiDonato, Elena ; Daniela Barcellona, Malcolm ; John Osborn, Rodrigo di Dhu ; Oren Gradus, Douglas ; Olga Makarina, Albina ; Eduardo Valdes, Serano. Chœur du Metropolitan Opera (chef de chœur : Donald Palumbo). Orchestre du Metropolitan Opera. Direction, Michele Mariotti. Réalisation : Gary Alvorson. Enregistré le 14 mars 2015. 2 DVD Erato.
- Benvenuto Cellini, Berlioz, John Osborn (Benvenuto Cellini), Maurizio Muraro (Giacomo Balducci),Laurent Naouri (Fieramosca), Orlin Anastassov (le Pape), Nicky Spence(Francesco), Scott Conner (Bernardino), André Morsch (Pompeo), Marcel Beekman (e Cabaretier), Mariangela Sicilia (Teresa), Michèle Losier (Ascanio). Chœur de l’Opéra d’Amsterdam, Orchestre Philharmonique de Rotterdam, dir. Sir Mark Elder, mise en scène : Terry Gilliam (Opéra d’Amsterdam, 15 & 18 mai 2015). DVD Naxos 2.110575-76.
- Les Contes d'Hoffmann, Offenbach, Mise en scène : Tobias Kratzer. Avec : John Osborn, ténor (Hoffmann) ; Nina Minasyan, soprano (Olympia) ; Ermonela Jaho, soprano (Antonia) ; Christine Rice, mezzo-soprano (Giulietta) ; Irene Roberts, mezzo-soprano (La Muse) ; Eva Kroon, mezzo-soprano (La Voix de la tombe) ; Ervin Schrott, baryton-basse (Lindorf, Coppélius, Miracle, Dapertutto) ; Rodolphe Briand, ténor (Spalanzani) ; Paul Gay, baryton-basse (Luther, Crespel) ; Sunnyboy Dladla, ténor (Frantz, Andrès, Cochenille, Pitichinaccio) ; François Lis, basse (Peter Schlémil) ; Marc Omvlee, ténor (Nathanaël) ; Frederick Bergman, baryton (Hermann) ; Alexander de Jong, baryton (Wilhelm) ; Peter Arink, baryton (Le Capitaine des sbires) ; Chœur du Dutch National Opera et Rotterdam Philharmonic Orchestra, direction : Carlo Rizzi. Réalisation : Misjel Vermeiren. 1 DVD C Major. Enregistré au Dutch National Opera d’Amsterdam en 2018.